# Capitolio del Estado de California
El Capitolio del Estado de California es la sede del gobierno de California, la vivienda de las cámaras de la legislatura estatal y la oficina del gobernador en Sacramento, California. La estructura de estilo neoclásico, fue terminada entre 1861 y 1874 en el extremo oeste de Capitol Park. El Capitolio y los terrenos se cotizan en la oficina del Registro Nacional de Lugares Históricos desde 1973, y aparece como un lugar de referencia histórica de California en 1974, con una re-dedicación del 9 de enero de 1982 para conmemorar el final de la restauración del bicentenario proyecto.

## Arquitectura

### Exterior
El edificio se basa en el edificio Capitolio de los Estados Unidos en Washington D. C. La fachada oeste termina en las bahías de proyección, y un pórtico de proyectos desde el centro del edificio. En la base del pórtico de siete arcos de granito refuerzo y apoyo por encima del pórtico. Ocho columnas corintias estriadas línea del pórtico. Una cornisa apoya el frontón que representa por encima de Minerva rodeado de Educación, Justicia, y Minería.
Por encima de la cubierta plana con balaustrada está la cúpula. La primera batería se compone de un pórtico de columnas corintias, pilastras del segundo, de Corinto. Línea de grandes ventanas de arco paredes del tambor. La cúpula se eleva 220 pies (67 m), igualando la del Capitolio de los Estados Unidos, y apoya una linterna con una cúpula más pequeña cubierto con un remate de oro de hoja esférico.

### Interior
La cámara del Senado de California posee asientos para sus cuarenta miembros en una sala de cámara grande envuelto en rojo, que es un guiño a la Cámara de los Lores británica, también la Cámara Alta (bien altota) de la legislatura bicameral. La cámara se introduce a través de un pasillo del segundo piso. La alfombra roja tiene un diseño de la época victoriana. Desde el artesonado cuelga una reproducción eléctrica de la lámpara de gas original. Un tallados a mano las tapas tarima de una bahía empotrado enmarcado por columnas corintias. 
La frase latina "civitatis Senatoris est libertatem tueri" ["Es el deber de un senador para proteger la libertad del pueblo"] está grabada en las líneas de la cornisa. Un retrato de George Washington por Jane Stuart, la hija de Gilbert Stuart, mira hacia abajo desde la pared anterior. El Sello del Estado se cuelga arriba.
En 1883 se situó en este lugar una estatua de Cristóbal Colón pidiendo financiación a Isabel la Católica para su viaje a América. Esta estatua fue retirada en junio de 2020.

## Galería

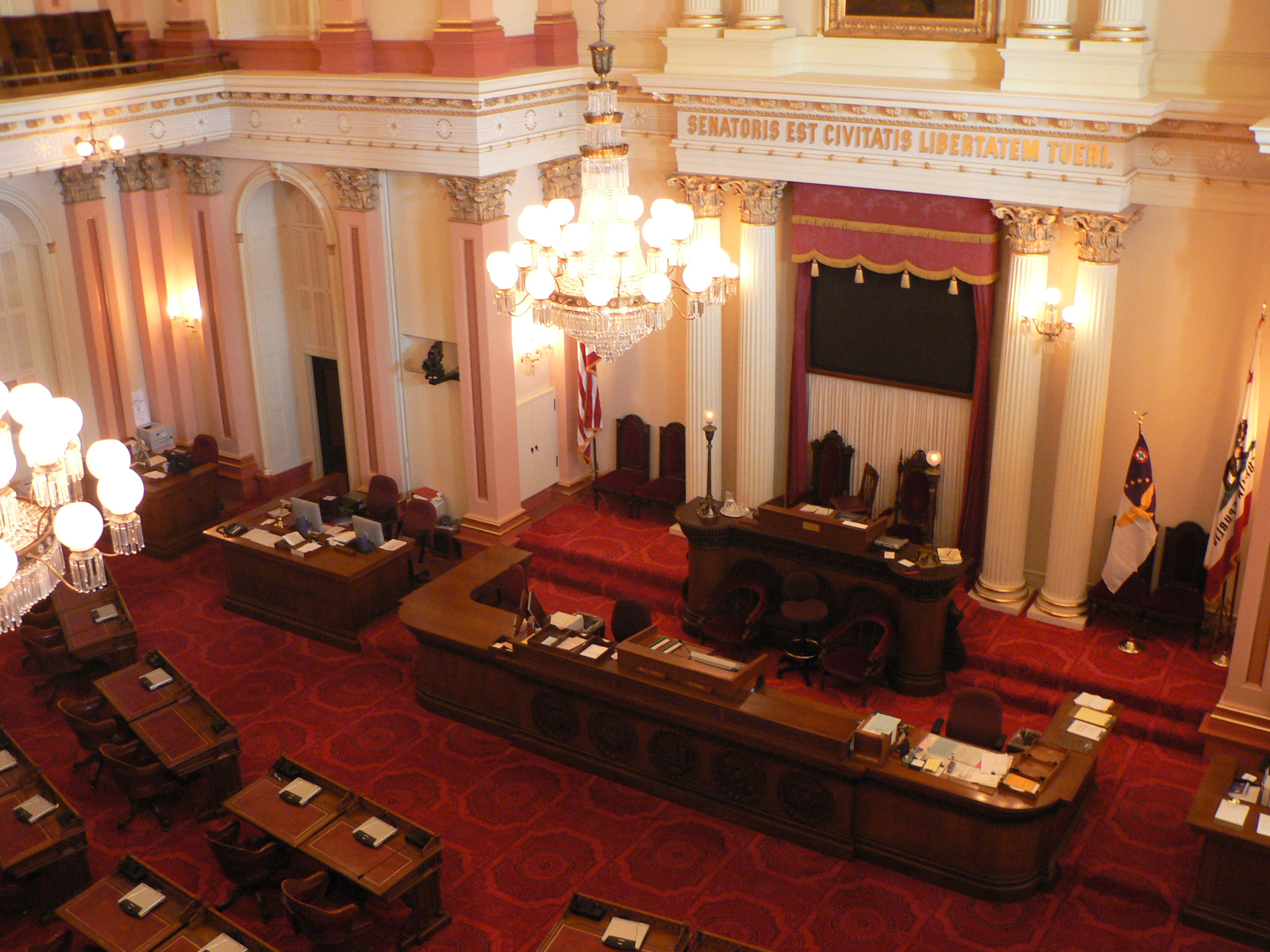
Cámara del Senado
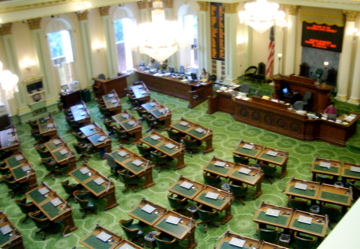
Cámara de la asamblea
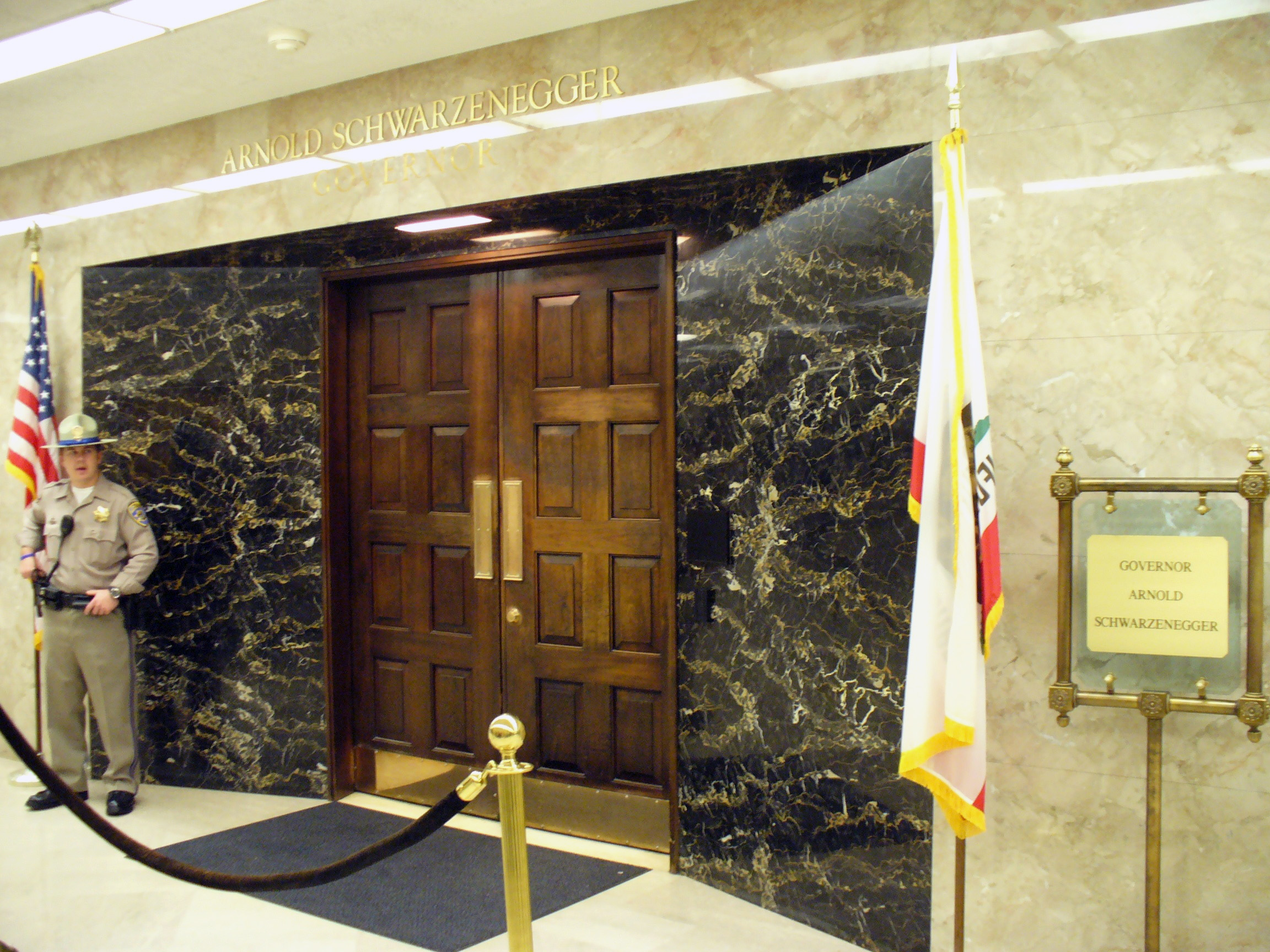
Oficina de gobernadores
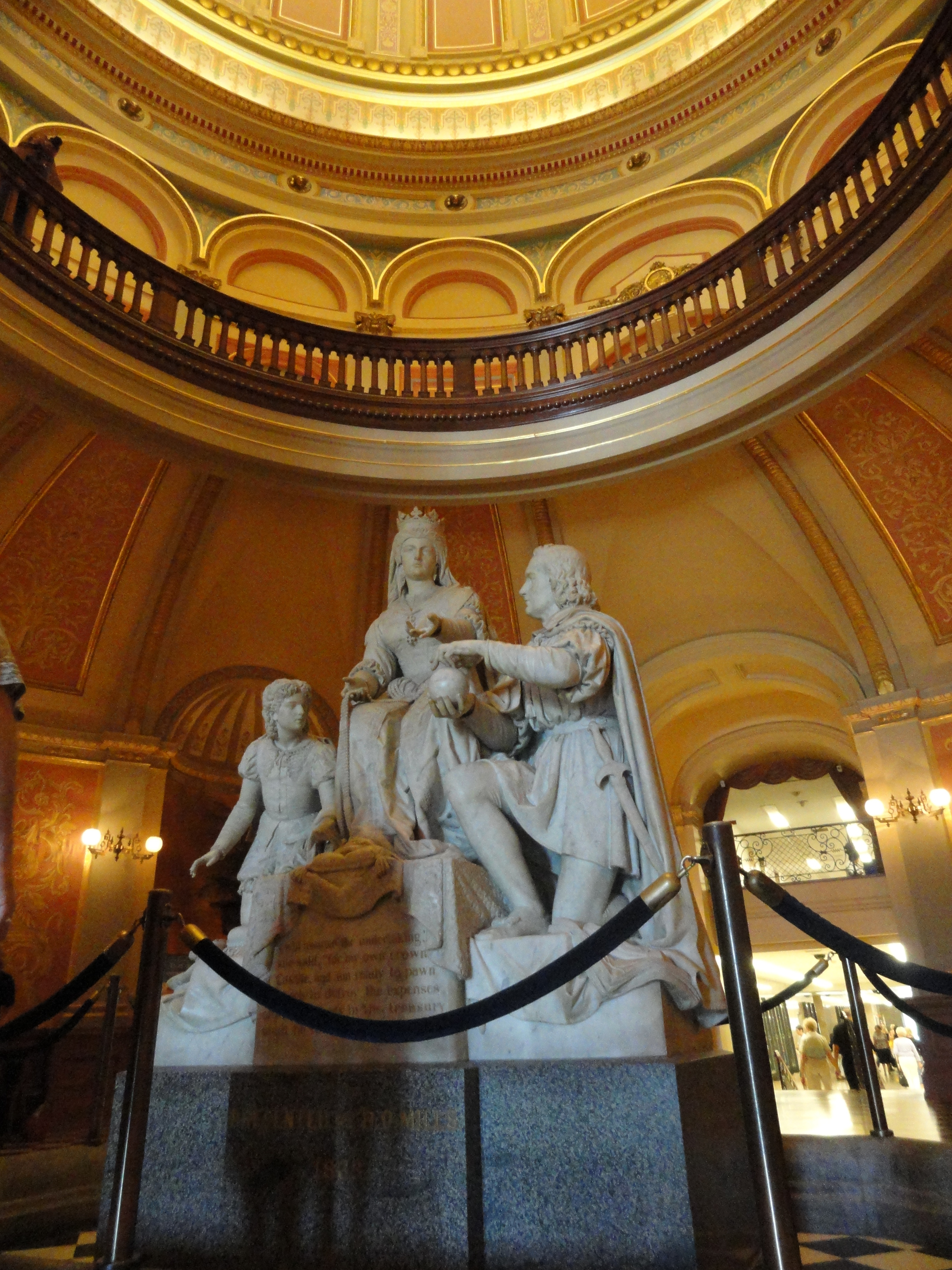
Estatua de Isabel la Católica y Cristóbal Colón
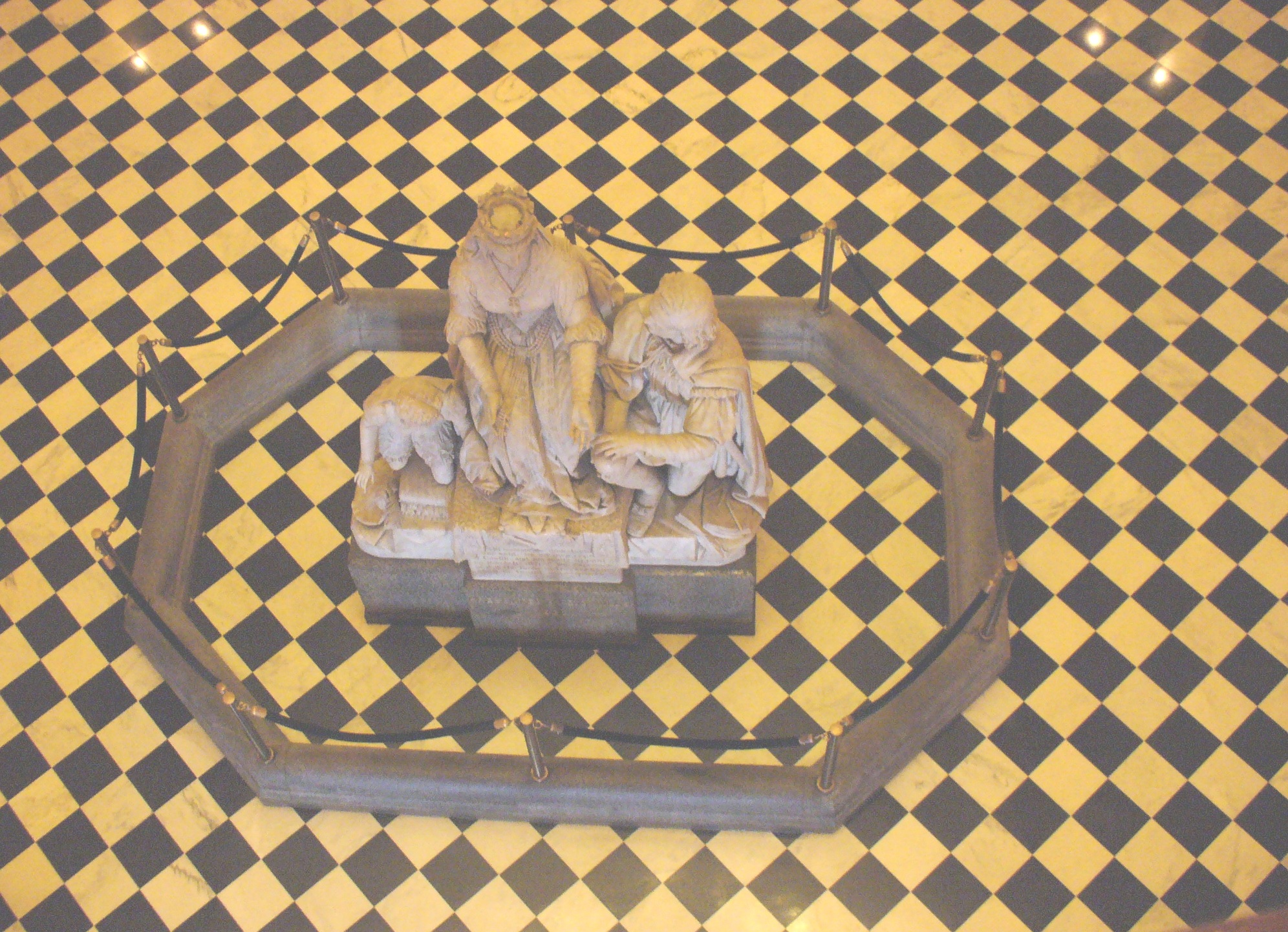
la misma estatua en otro ángulo
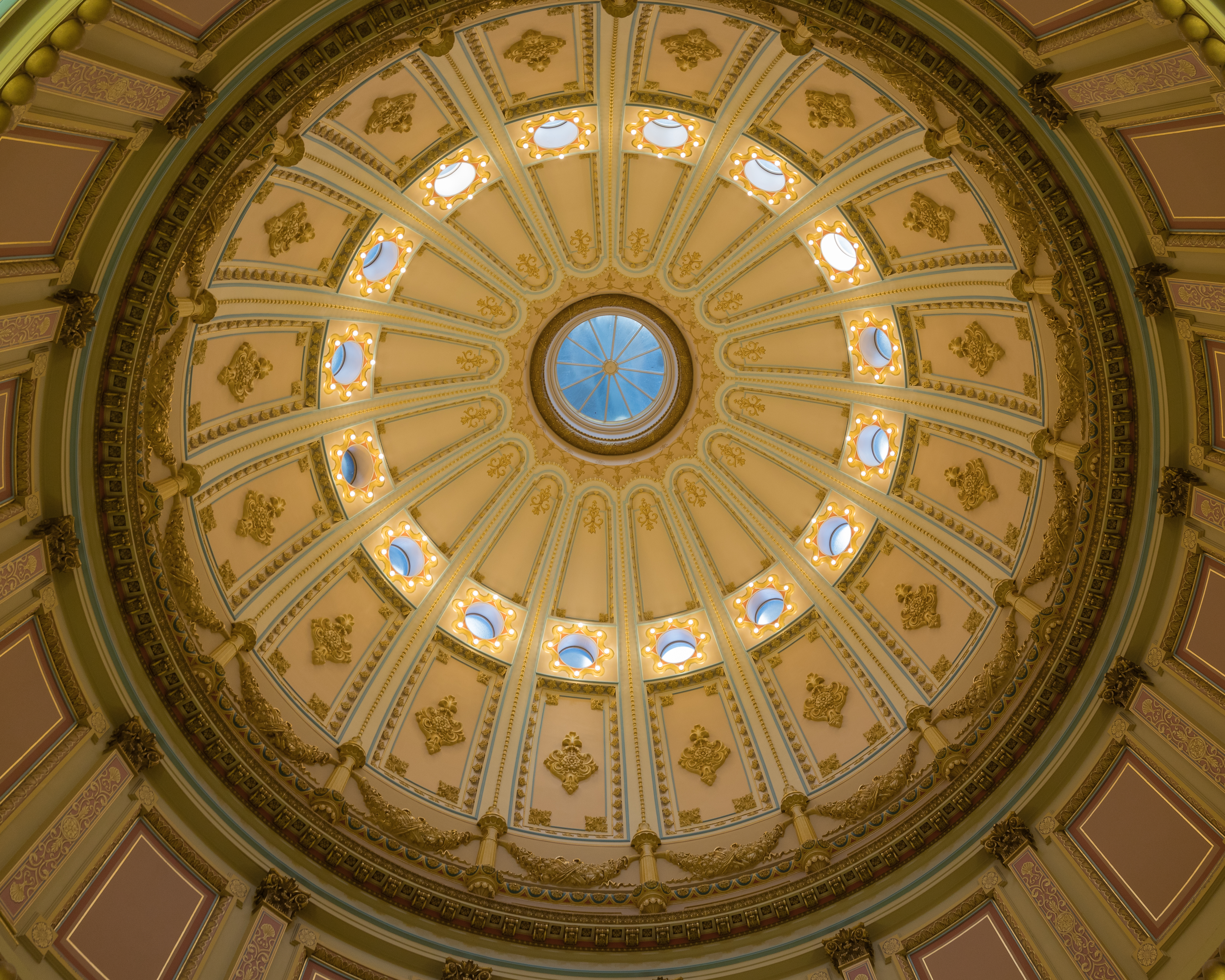
Interior de la cúpula
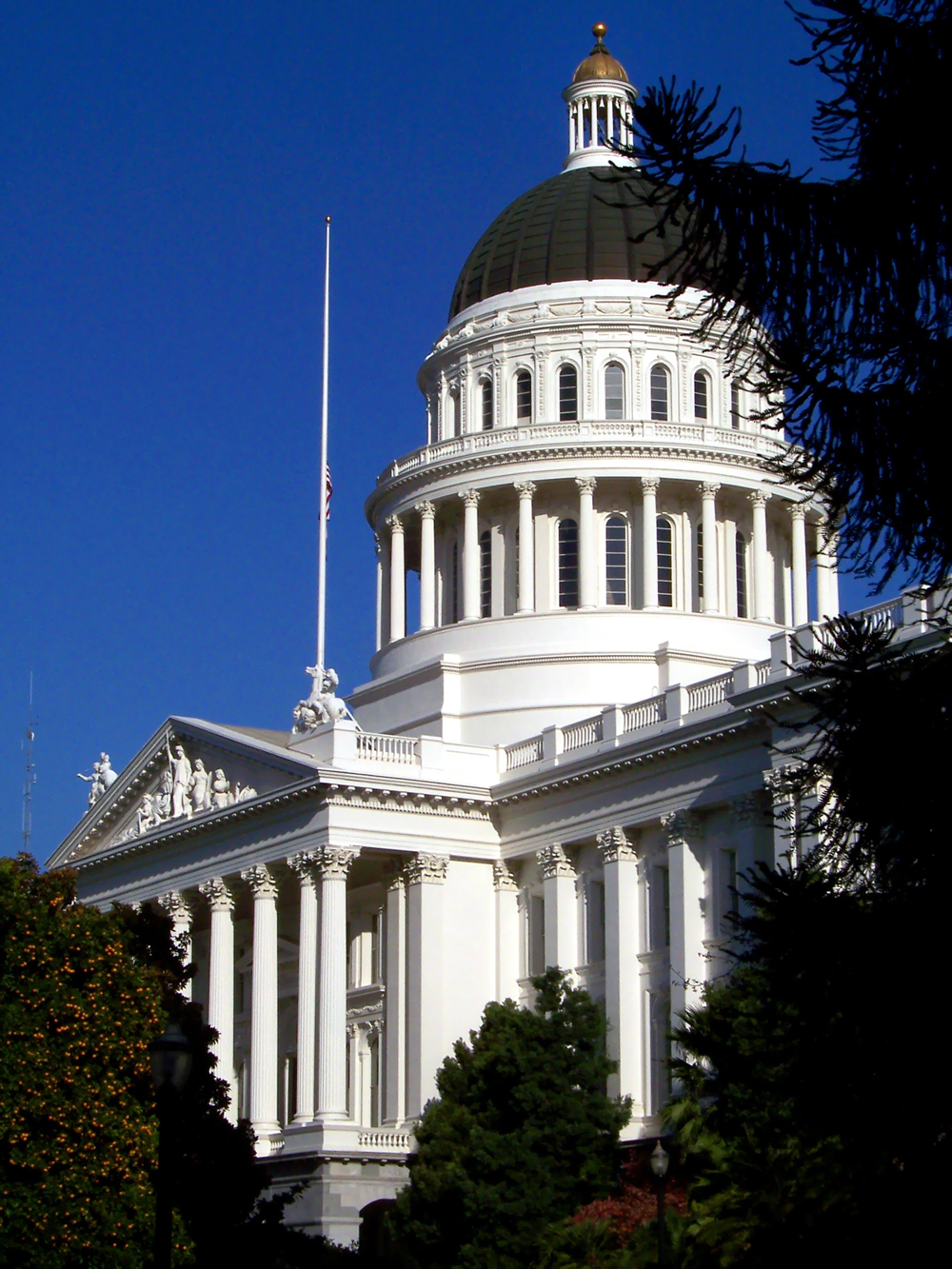
Lado oeste
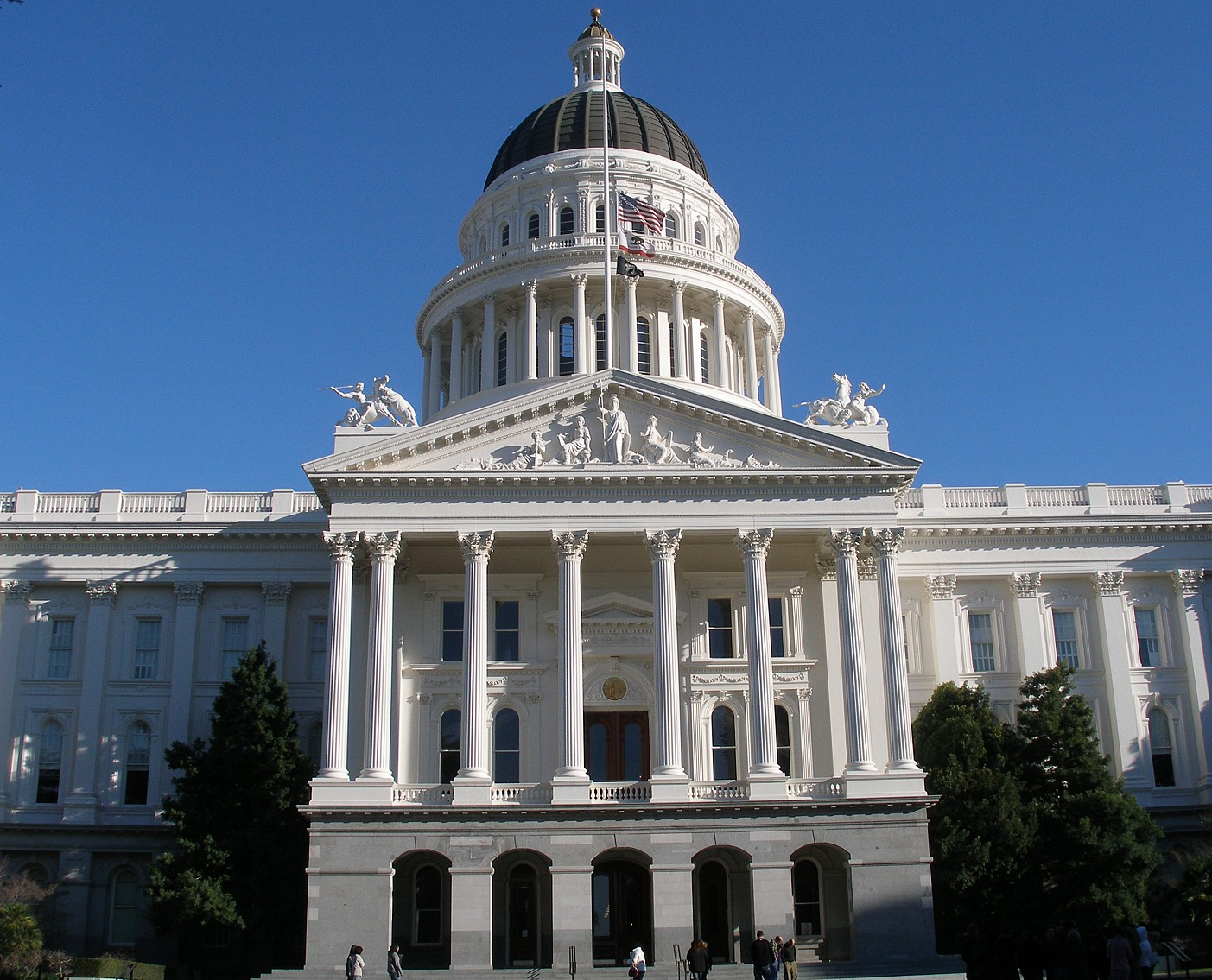
Entrada principal
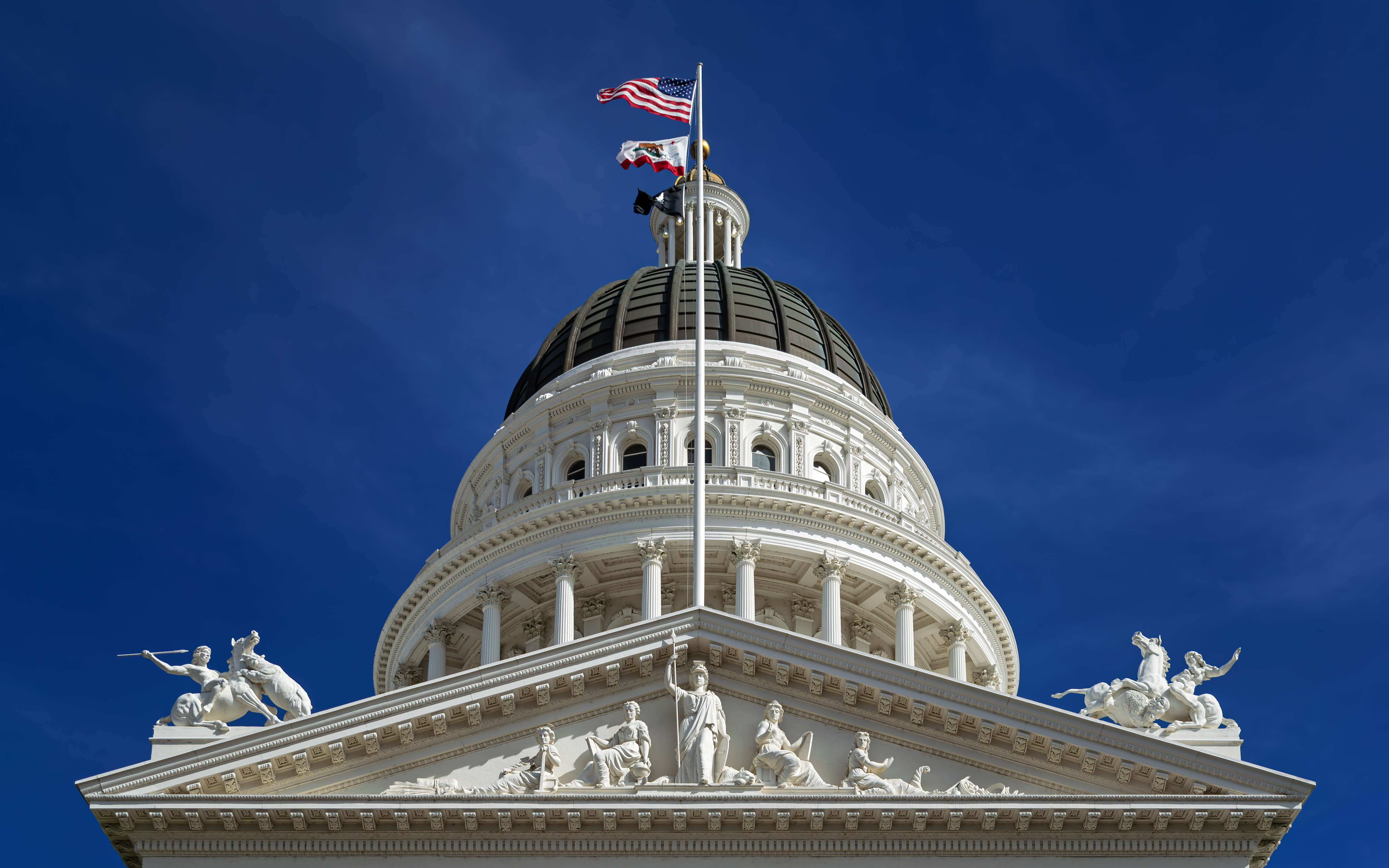
Frontón con rotonda
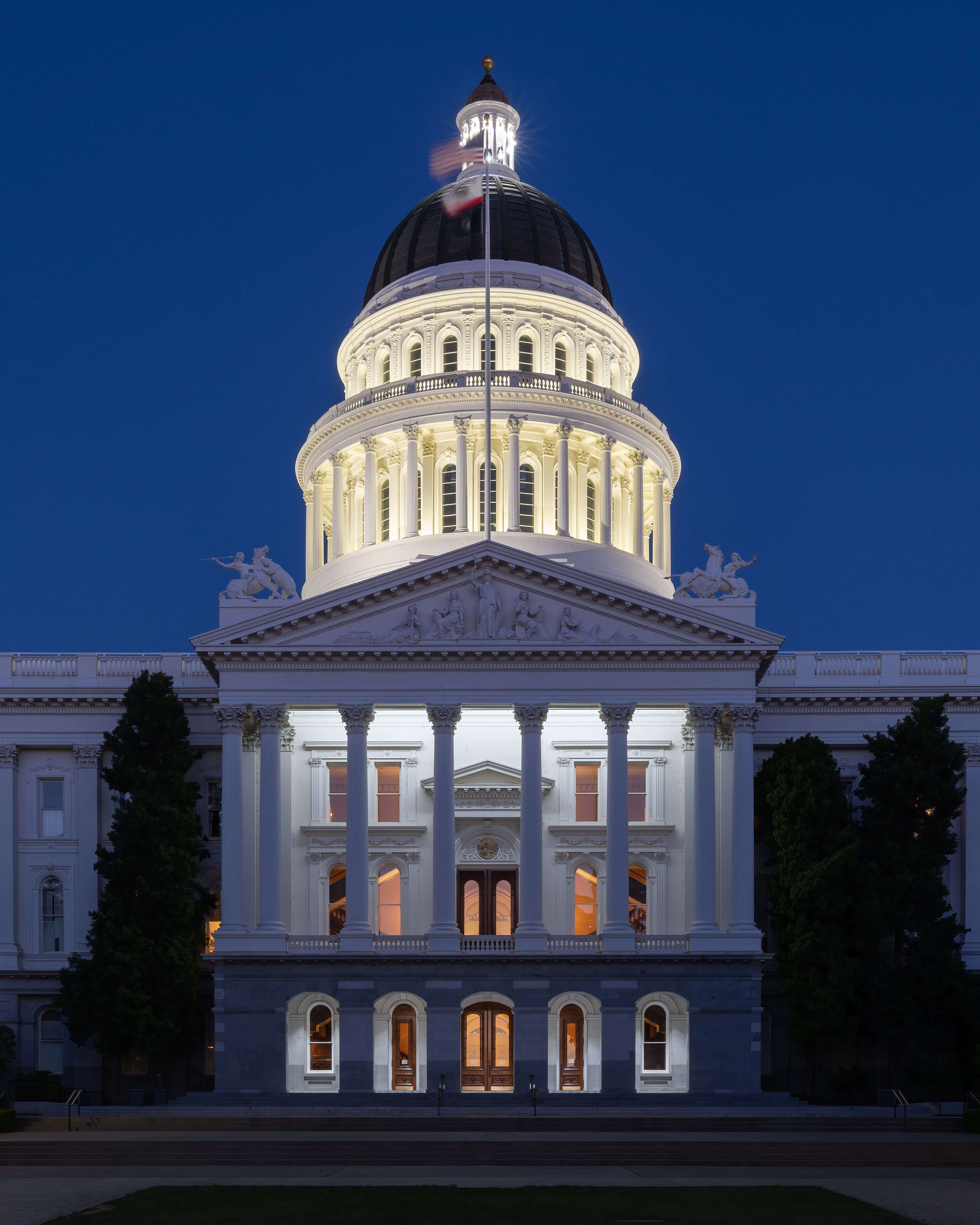
Por la noche